# الیزابت سی. کراسبی
الیزابت سی. کراسبی (انگلیسی: Elizabeth C. Crosby; ۲۵ اکتبر ۱۸۸۸ – ۲۸ ژوئیهٔ ۱۹۸۳) دانشمند در زمینه اهل ایالات متحده آمریکا بود.
وی همچنین برندهٔ جوایزی همچون نشان ملی علوم و تالار مشاهیر زن میشیگان شده‌است.